# UCLA Bruins
Die UCLA Bruins sind die Sportteams der University of California (UCLA) in Los Angeles, Kalifornien. Die Bruins nehmen an den Wettkämpfen der National Collegiate Athletic Association (NCAA) in der Big Ten Conference teil. Das Wappentier Kaliforniens ist der Bär. Da die älteste der kalifornischen Staatsuniversitäten, UC Berkeley, den Bären als Wappentier hatte, bekam die jüngere UCLA den Bruin, den kleinen Bären, als Wappentier (Bruin ist eine literatursprachliche bzw. verniedlichende Bezeichnung für Braunbären).
Die Sportler der UCLA verfügen über ausgezeichnete Einrichtungen. Die American-Football-Spieler tragen ihre Heimspiele im 1923 eröffneten Rose Bowl Stadium (Kapazität: 92.452 Zuschauer) aus, während die Basketballspieler auf dem Campus im 1965 eröffneten Pauley Pavilion (Kapazität: 12.829 Zuschauer) spielen.
Zu den größten Leistungen der Bruins gehört die Serie von 88 Spielen ohne Niederlage in Folge, die die Basketballspieler zwischen 1971 und 1974 erzielten. Zu den bekanntesten Spielern der Bruins zählt Kareem Abdul-Jabbar. Er spielte von 1965 bis 1969 als Ferdinand Lewis Alcindor unter der Leitung des legendären Trainers John Wooden.
Die Rivalität mit ihrem Nachbarn, den USC Trojans, ist eine der größten Rivalitäten im akademischen US-Sport, vor allem im American Football. Dies ist darauf zurückzuführen, dass es keine andere Stadt in den USA gibt, in der sich zwei so große Universitäten wie die UCLA und die University of Southern California (USC) befinden.
Durch die hohen Eingangsvoraussetzungen (die UCLA gehört zu den akademisch angesehensten Universitäten der Welt) hat die UCLA durchaus Rekrutierungsprobleme, was sich aber vor allem in Sportarten wie American Football bemerkbar macht. Würde die UCLA eine eigene Olympiamannschaft stellen, so wäre diese unter den zehn erfolgreichsten der Welt. Sportler der Bruins haben bei allen Olympischen Sommerspielen seit 1920 (Ausnahme 1924) wenigstens eine Goldmedaille gewonnen, insgesamt bisher 251 Medaillen – 126 Gold, 65 Silber und 60 Bronze.

## Erfolge
- NCAA-Meister im American Football: 1954
- NCAA-Meister im Basketball (Männer): (11×) 1964, 1965, 1967, 1968, 1969, 1970, 1971, 1972, 1973, 1975 und 1995
- NCAA-Meister (Männer): Fußball (4×), Golf (1×), Leichtathletik (8×), Schwimmen (1×), Tennis (16×), Turnen (2×), Volleyball (19×) und Wasserball (8×)
- NCAA-Meister (Frauen): Beachvolleyball (2×), Golf (2×), Leichtathletik (5×), Softball (10×), Turnen (7×), Volleyball (4×) und Wasserball (4×).